# Andrena susterai
Andrena susterai är en biart som beskrevs av Johann Dietrich Alfken 1914. Andrena susterai ingår i släktet sandbin, och familjen grävbin. Inga underarter finns listade i Catalogue of Life.